# Rhaphidascaris lutiani
Rhaphidascaris lutiani är en rundmaskart som beskrevs av Olsen. Rhaphidascaris lutiani ingår i släktet Rhaphidascaris och familjen Anisakidae. Inga underarter finns listade i Catalogue of Life.